# Czarne (powiat piski)
Czarne (niem. Czarnen) – wieś mazurska w Polsce położona w województwie warmińsko-mazurskim, w powiecie piskim, w gminie Orzysz.
W latach 1975–1998 miejscowość należała administracyjnie do województwa suwalskiego. 

## Nazwa
W dokumentach krzyżackich (1507) Scherna am Byll i (1513) Littawer hinder Krangeln, co świadczy o kolonistach litewskich wówczas tam mieszkających.

Na mapie Districtus Lecensis (1661-1671) Józefa Naronowicza-Narońskiego - Tzarne.
Utrwaliła się nazwa Czarnen.
16 lipca 1938 roku, ówczesna niemiecka władza nazistowska Prus Wschodnich dokonała zmiany historycznej nazwy Czarnen na Herzogsdorf.
Rozporządzeniem Ministrów: Administracji Publicznej i Ziem Odzyskanych o przywróceniu i ustaleniu urzędowych nazw miejscowości z dnia 12 listopada 1947 r. nadano miejscowości obowiązującą nazwę Czarne.

## Historia
Osada istniała już w 1495 roku, kiedy wymieniono ją przy opisie granic wsi Okrągłe. Czarne to wieś służebna, nadana przez wielkiego mistrza Fryderyka, księcia saskiego. Dan w Rastemborku w środę po ś. Augustynie r. 1502. Położone były w prokuratorii leckiej. W Czarnem 15 łanów na prawie magdeburskim z obowiązkiem jednej służby zbrojnej otrzymali: Paszko (Pasca) lub Jaśko (Jasca), Mikołaj, Ubaszko (Ubasca) i Anglosz. Dodatkowym obciążeniem wolnych z Czarnego było uczestnictwo w polowaniu, jak często nakazał zakon krzyżacki. Wolni z prokuratorii leckiej (giżyckiej) mogli zakładać barcie w borach i lasach krzyżackich, z czego musieli oddawać trzy rączki miodu z boru. Zezwolono również, „nie-bartnikom" na zakładanie barci w ich własnych granicach, gdzie im wygodnie. Czarne wymienione jest w rejestrze podatkowym z 1535 roku. W spisie osad z 1579 roku Czarne należało do parafii w Miłkach.
Zaraza z 1625 roku spowodowała wyludnienie okolicznych wsi i osad wolnych, w Czarnem ponad 5 łanów.
Szkołę założono w 1820 roku.
Według danych opublikowanych w 1821 roku Czarne miało 133 mieszkańców.
W 1857 roku w Czarnem mieszkało 136 osób. Nauczycielem był Brodowsky. W 1864 roku Czarne liczyło 151, a w 1867 – 168 mieszkańców.
W 1935 roku do szkoły uczęszczało 34 uczniów, pracował jeden nauczyciel.
W 1933 roku w miejscowości mieszkało 166 osób, a spis powszechny z maja 1939 roku wykazuje 154 mieszkańców.

## Zabytki
Zabytki ujęte w gminnej ewidencji zabytków:
- Dawny cmentarz ewangelicki założony w połowie XIX wieku[14].

Najstarszy zachowany nagrobek: Marie Baginski †1870. Na cmentarzu znajduje się kwatera wojenna z okresu I wojny światowej. Według zachowanych inskrypcji w zbiorowej mogile pochowano 5 nieznanych żołnierzy armii rosyjskiej †1914/15.
W ewidencji znajdują się również stanowiska archeologiczne:
- osada nawodna z wczesnej epoki żelaza;
- cmentarzysko kurhanowe z przełomy epoki brązu i żelaza;
- różne stanowiska ze śladami osadnictwa z epoki kamienia łupanego, kamienia, brązu i żelaza.